# 张宏喜
张宏喜，中华人民共和国政治人物、外交官。
1997年，接替谢佑昆，担任中华人民共和国驻坦桑尼亚大使。1999年，由王永秋接任。